# Сорока, Алексей Прокофьевич
Алексей Прокофьевич Сорока (29 февраля 1916, село Старый Лепрозорий, Кубанская область, Российская империя — 1 февраля 1993, Майкоп, Республика Адыгея, Россия) — участник Великой Отечественной войны, капитан, Герой Советского Союза.

## Биография

### Ранние годы
Алексей Прокофьевич Сорока родился 29 февраля 1916 года в селе Старый Лепрозорий (ныне посёлок Синегорский Абинского района Краснодарского края) в семье украинского крестьянина. Вскоре семья переехала в станицу Камышеватскую (ныне Ейского района Краснодарского края). Окончил 7 классов, а в 1935 году — два курса Ейского педагогического техникума, после чего работал в райкоммунхозе продавцом магазина.

### Участие в Великой Отечественной войне
3 июля 1941 года Сорока вступил в ряды РККА. После полугода учёбы по ускоренной программе в Орджоникидзевском военном пехотном училище, в январе 1942 года младший лейтенант Сорока прибыл в 339-ю стрелковую дивизию. Воевал командиром взвода, роты, заместителем командира и командиром стрелкового батальона на Южном, Северо-Кавказском, Закавказском фронтах и в Отдельной Приморской армии. Участвовал в боях на реке Миус, обороне Краснодара и Новороссийска. Прошёл с боями путь от станицы Северской, через Михайловский Перевал, Архипо-Осиповку, Пшаду, гору Тхаб в районе станицы Дербентской. Принимал участие в прорыве «Голубой линии», освобождении города Абинска и Тамани.
Заместитель командира батальона 1133-го стрелкового полка 339-й стрелковой дивизии капитан Сорока со своим подразделением первым высадился на Керченском полуострове десантом в ночь на 3 ноября 1943 года. Смелыми и решительными действиями по расширению плацдарма дал возможность полку быстро и без потерь переправиться через Керченский пролив и занять выгодный рубеж. Отбил 3 контратаки превосходящих сил пехоты и танков противника, выбил его с выгодных рубежей и овладел заводом имени Войкова, разгромив при этом батальон пехоты противника. Подбил 1 танк, 1 САУ «фердинанд», захватил в плен 8 гитлеровцев и взял трофеи — 126 вагонов, 2 автомашины, 4 пушки, тем самым дал возможность полку овладеть населённым пунктом Колонка на окраине Керчи.
Указом Президиума Верховного Совета СССР от 16 мая 1944 года за образцовое выполнение заданий командования в борьбе против немецко-фашистских захватчиков и проявленные при этом мужество и героизм Сороке Алексею Прокофьевичу было присвоено звание Героя Советского Союза с вручением ордена Ленина и медали «Золотая Звезда» (№ 2200).

### После войны
С 1947 года капитан Сорока — в запасе. Вернулся в Ейск, где работал директором нефтебазы. С 1956 года жил и работал в городе Майкоп Республика Адыгея. Проработав 8 лет директором нефтебазы в Майкопе, стал старшим инженером по подготовке кадров на мебельно-деревообрабатывающем объединении «Дружба». Помогал юношам и девушкам, пришедшим в объединение, приобрести квалифицированную рабочую профессию. И делал он это с душевной заботой о людях, высоко профессионально. Алексей Прокофьевич принимал активное участие в общественной жизни. Являлся членом областного комитета защиты мира. Долгие годы возглавлял на своём предприятии штаб походов по местам революционной, боевой и трудовой славы, воспитывая молодёжь в духе любви и преданности своей Родине, которую он защищал в годы войны, не жалея жизни.
1 февраля 1993 года Алексей Прокофьевич Сорока скончался от фронтовых ран. Похоронен в Майкопе.

## Награды
- Медаль «Золотая Звезда»[2][3];
- орден Ленина;
- орден Красного Знамени[4][5];
- орден Отечественной войны I степени;
- орден Красной Звезды[6];
- медаль «За отвагу»[7];
- медаль «В ознаменование 100-летия со дня рождения Владимира Ильича Ленина»;
- медаль «За победу над Германией в Великой Отечественной войне 1941—1945 гг.» (9 мая 1945[8]);
- юбилейная медаль «Двадцать лет Победы в Великой Отечественной войне 1941—1945 гг.» (7 мая 1965[9]);
- юбилейная медаль «Тридцать лет Победы в Великой Отечественной войне 1941—1945 гг.»;
- медаль «Сорок лет Победы в Великой Отечественной войне 1941—1945 гг.»;
- медаль «30 лет Советской Армии и Флота»;
- знак Министерства обороны СССР «25 лет Победы в Великой Отечественной войне» (24 апреля 1970[1]).

## Семья
- Отец — Прокофий Тарасович Сорока, (1894 — после 1961), из крестьян, кузнец
- Мать — Анастасия Кирилловна Сорока (Стратиенко), из кубанских казаков
- Жена — Галина Иосифовна Сорока (Пента), (1923—1993), агроном.
- Дочь Наталья Мешкова (Сорока) (1952 г.р.), внук Алексей, правнук Ярослав.
- Дочь Ольга Чугунова (Сорока) (1953 г.р.), внучка Юлия, внук Юрий, правнук Степан, Артём, Иван.

## Память

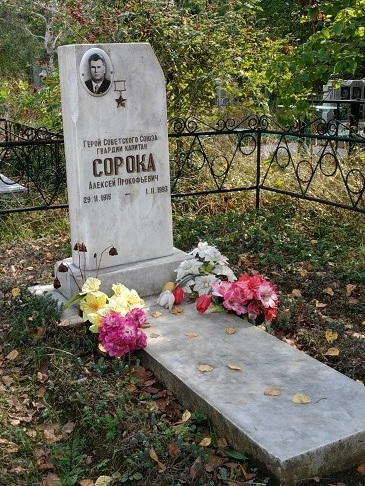
Сорока А. П. Надгробный памятник. Майкоп аллея Славы

- Имя Героя высечено золотыми буквами в зале Славы Центрального музея Великой Отечественной войны в Парке Победы города Москва.
- На могиле установлен надгробный памятник.
- В Керчи на заводе имени П. Л. Войкова установлена мемориальная доска.